# کیران اورایلی
کیران اورایلی (انگلیسی: Kieran O'Reilly؛ زادهٔ ۳ سپتامبر ۱۹۷۹) موسیقی‌دان، تهیه‌کننده موسیقی، بازیگر، نویسنده و افسر پلیس اهل ایرلند است. وی از سال ۲۰۰۳ میلادی تاکنون مشغول فعالیت بوده‌است.
از فیلم‌ها یا برنامه‌های تلویزیونی که وی در آن نقش داشته‌است می‌توان به وایکینگ‌ها اشاره کرد.